# 长枝乌头
长枝乌头（学名：Aconitum longiramosum），为毛茛科乌头属下的一个植物种。